# Mährische Slowakei

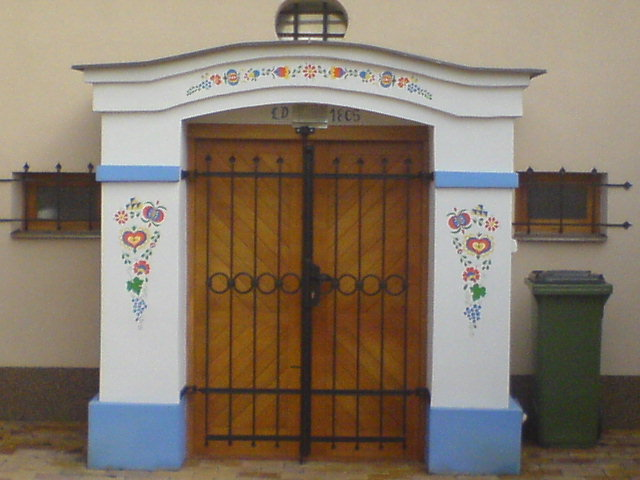
Volksarchitektur in der Mährischen Slowakei – Eingang in einen Weinkeller in Kyjov

Die Mährische Slowakei (tschechisch und slowakisch Slovácko oder Moravské Slovensko) ist ein Gebiet im Südosten Tschechiens (im historischen Land Mähren), das im Südosten an die Slowakei und im Süden an Österreich grenzt, wobei die nördliche Grenze des Gebietes fließend und nicht genau definiert ist. In groben Zügen kann man als nordwestliche Begrenzung der Mährischen Slowakei die Linie des Marsgebirges verwenden.
Die Mährische Slowakei umfasst somit in etwa die Gegenden um die Städte Uherské Hradiště (Ungarisch Hradisch), Uherský Brod (Ungarisch Brod), Břeclav (Lundenburg), Hodonín (Göding), Strážnice (Straßnitz) und Kyjov (Gaya), wobei die Zugehörigkeit zu dieser Region sich weniger geografisch, sondern vielmehr über die Traditionen, die Musik, die Trachten, den Dialekt und den Wein definiert.

## Natur und Landschaft

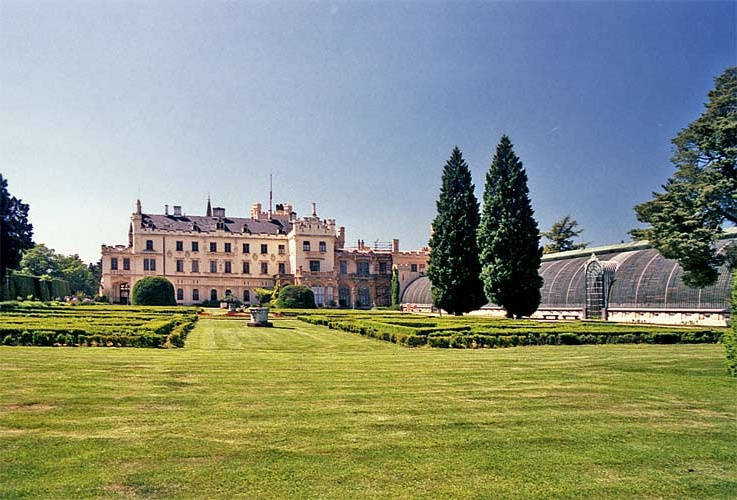
Schloss Lednice mit Park und Palmenhaus

Die jahrhundertelange Bewirtschaftung durch Ackerbau, Weinbau sowie Obst- und Gemüsebau auf z. T. recht ertragreichen Böden und in höheren Lagen durch die Weidewirtschaft hat die Landschaft, wie sie heute besteht, hervorgebracht und geprägt.
In der Mährischen Slowakei befinden sich mit den Weißen Karpaten (Bílé Karpaty) und den Pollauer Bergen (Pálava) zwei UNESCO-Biosphärenreservate und mit der Kulturlandschaft Lednice-Valtice eine UNESCO-Weltkulturerbe-Stätte. Die Weißen Karpaten, deren höchste Erhebung mit 970 m die Velká Javořina ist, an der Grenze zur Slowakei gelegen, nehmen eine Fläche von 715 Quadratkilometern ein. Das Gebiet mit den weitläufigen Hängen, artenreichen Wiesen und Gruppen einzelnstehender Bäume wurde 1996 in den Rang eines UNESCO-Biosphärenreservates erhoben. Die Pollauer Berge, mit einer Fläche von 83 Quadratkilometern ein kleineres Gebiet, wurden bereits 1986 als UNESCO-Biosphärenreservat anerkannt.
Die Kulturlandschaft Lednice-Valtice gilt als die größte komponierte Landschaftseinheit Europas und vielleicht sogar der ganzen Welt. Auf einer Fläche von fast 200 Quadratkilometern entstand auf Veranlassung der Fürsten von Liechtenstein zwischen dem frühen 18. bis zur Mitte des 19. Jahrhunderts ein großflächiger Landschaftspark mit den Schlössern Lednice (Eisgrub) und Valtice (Feldsberg) im Zentrum. 1996 wurde das Gebiet in die Liste des UNESCO-Weltkulturerbes aufgenommen.

## Sehenswürdigkeiten
- Freilichtmuseum Strážnice für ganz Südmähren.
- Slawischer Burgwall Břeclav-Pohansko: Anfang des 9. Jahrhunderts wurde hier ein ovaler Burgwall mit einer Gesamtfläche von 28 Hektar angelegt, dessen Mauern bis zu vier Meter hoch waren.
- Dolní Věstonice: Eine Ausstellung zeigt hier, am Fundort der Venus von Dolní Věstonice, das Leben zur Zeit der Eiszeit.
- Nationale Gedenkstätte Mikulčice-Valy: Funde aus dem 7. bis zum 9. Jahrhundert erinnern an das Großmährische Reich.
- Staré Město: Die großmährische Gedenkstätte „Na Valách“ entstand über den Fundamenten einer Kirche aus dem 9. Jahrhundert.

## Folklore

### Bräuche und Veranstaltungen

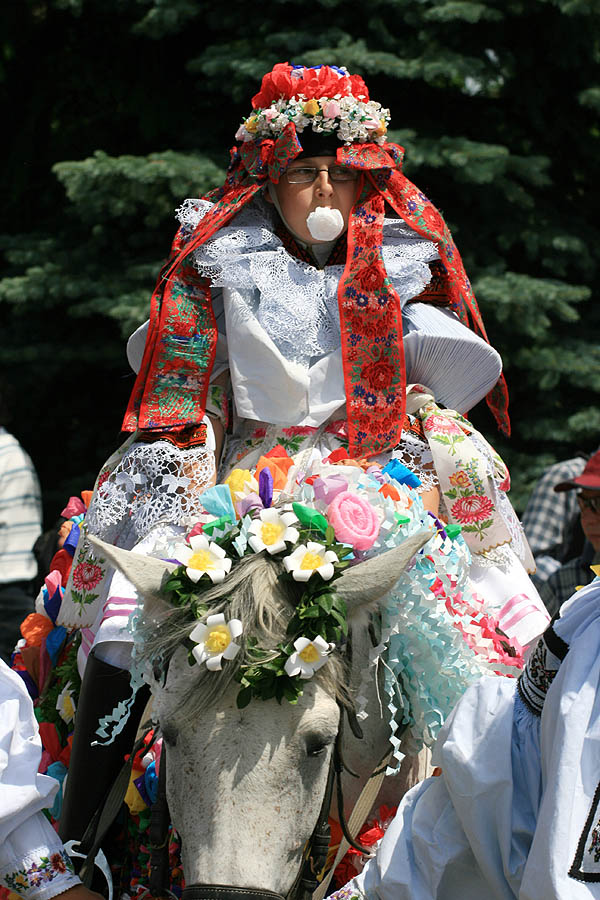
Ritt der Könige in Vlčnov, 2007 – der König

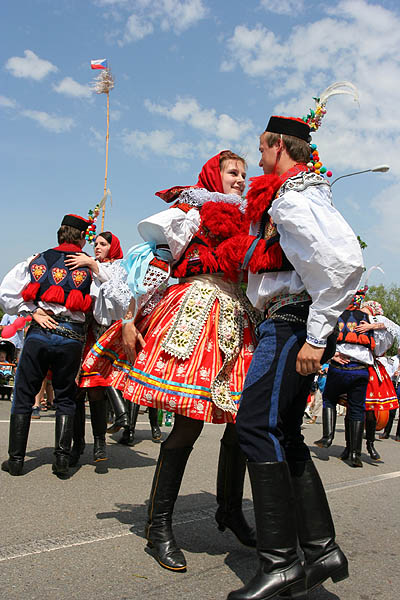
Paar in Volkstracht

Fast überall werden (zu unterschiedlichen Zeiten, meistens im Spätsommer oder Herbst) im ländlichen Raum aber auch in großen Städten bzw. deren Stadtteilen (z. B. in Komín oder Jundrov in Brünn) die "Slovácke Hody" abgehalten. Neben dem Aufstellen eines geschmückten "Baums", ähnlich dem Maibaum (májka), werden nach festgelegten, überlieferten Regeln verschiedene Tanzchoreografien und dazugehörige Rituale abgehalten. Dieses Brauchtum erfreut sich großer Beliebtheit.
Das Festival Kosecké písně in ist ein Wettmähen im Schlosspark von Buchlovice, bei dem Foklorevereine aus der ganzen Region anreisen. Wiesenflächen von etwa 40 Quadratmetern sind gekennzeichnet, auf denen die Teilnehmer mit Sensen um die Wette mähen, wobei Geschwindigkeit und Gründlichkeit die Kriterien sind. Das Fest beginnt um 4 Uhr morgens, wenn das Gras noch taufeucht ist und sich am besten mähen lässt, und zieht sich bis zum Mittag. Bei der Arbeit werden traditionelle bäuerliche Lieder gesungen.
Der Ritt der Könige (tschech.: jízda králů) fand noch im 19. und frühen 20. Jahrhundert in vielen Orten Mährens, aber auch in der Slowakei und Ungarn statt. Mittlerweile existiert er nur noch in fünf Dörfern Südmährens, wobei der Ritt der Könige in Vlčnov der bekannteste seiner Art ist. Der Erzählung nach geht Tradition auf die Flucht des ungarischen Königs Matthias Corvinus nach einer verlorenen Schlacht zurück, der in Frauenkleidern unerkannt seinen Feinden entkommen sein soll. Auch die Rückkehr des böhmischen Königs Wenzel II. aus der brandenburgischen Gefangenschaft gilt als ein mögliches Vorbild. Tatsächlich ist es eine Variante des traditionellen Frühlings-Umrittes, der sich auch in anderen europäischen Ländern findet, vergleichbar etwa dem sorbischen Osterreiten. Bei dem Fest wird ein König – meist ein Junge zwischen elf und sechzehn Jahren – gewählt, er trägt an diesem Tag die Frauentracht des Ortes und eine weiße Papierblume im Mund, die ihn am versehentlichen Sprechen hindern soll, da er vierundzwanzig Stunden schweigen muss. Begleitet von einer Prozession von Reitern, dem Gefolge des Königs, das Spenden sammelt und traditionelle Verse ausruft, reitet der König durch das Dorf.

### Trachten
Die Trachten sind sehr farbenfroh und unterscheiden sich von Ort zu Ort. Einheitlich sind lediglich weite, weiße und bestickte Hemden für die Männer, von hellbeige über blau bis schwarz gefärbte Hosen und Westen, sowie Jacken und Mäntel im gleichen Farbton, und dazu ein, meist kleinerer, Hut mit in der Regel nur wenig ausgeprägten Krempe. Die Frauen tragen bunte Röcke, weite, weiße und zumeist bestickte Blusen und in der Regel ein Kopftuch.
Die Tracht wird auch heute noch meist zu Feierlichkeiten des (dörflichen) Lebens getragen, von älteren Frauen manchmal in sehr ländlichen Gegenden auch noch an gewöhnlichen Sonntagen. Seit der samtenen Revolution und dem Epochenwandel von 1989 in der Tschechoslowakei – nach einer Phase der staatlichen Unterstützung und Protegierung in den späten 1940er und 1950er Jahren und dem darauffolgenden Niedergang der Volkskunst – setzte eine Wiederbelebung der Traditionen von unten in den 1990er Jahren ein, die bis heute anhält und auch von der nachwachsenden Generation gepflegt wird.

### Musik und Tanz
Die Musik spielt eine wesentliche Rolle der Traditionspflege und zu einer typischen Kapelle aus der Mährischen Slowakei gehören Kontrabass, Geige und Cymbal (Hackbrett), gelegentlich auch eine Klarinette, zudem singen kleinere oder größere Chöre, sowohl instrumental begleitet als auch a cappella. Folkloregruppen treten auf Veranstaltungen auch mit traditionellen Volkstänzen auf. Der Rekrutentanz Verbuňk, der dem 18. Jahrhundert entstammt, zählt seit 2005 zum immateriellen Erbe der Menschheit der UNESCO.

## Sprache
In der Mährischen Slowakei ist die Amtssprache, wie in ganz Tschechien, tschechisch. Die mährische Sprache unterscheidet sich geringfügig vom Tschechischen des böhmischen Landesteils, Verständnisschwierigkeiten resultieren daraus jedoch nicht. Die mährisch-slowakischen Mundarten bilden eine der drei großen Dialektgruppen des Mährischen. Sie sind zum einen von der Nähe zur Slowakei (worauf bereits der Name „Mährische Slowakei“ hinweist), zum anderen von dem bis 1945 relativ hohen Anteil deutschsprachiger Bewohner geprägt. Im Dialekt haben sich daher mehr deutsche Lehnworte erhalten als in der Schriftsprache, wie etwa flaška (dt. Aussprache: Flaschka) für Flasche (tschech.: láhev, slow.: fľaška) oder auch Obršlag (dt. Aussprache: Oberschlag) für einen Kragen an einer Tracht, Šnuptichl (dt. Aussprache: Schnupptichel) für Taschentuch (von österr.: Schnupftuch) oder Štreka (dt. Aussprache: Strecka) für Strecke/Weg. Zudem gibt es weitere Unterschiede in der Aussprache, die zum Teil dem Slowakischen ähneln, wobei jedoch die dialektalen Unterschiede in der Tschechischen Republik historisch bedingt geringer sind als beispielsweise im Süden des deutschen Sprachraums.

## Regionale Erzeugnisse

### Wein

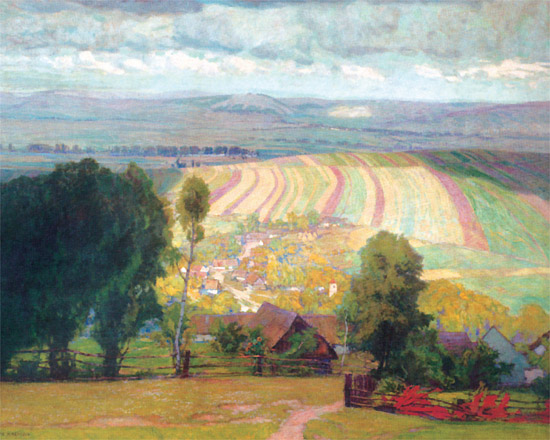
Alois Kalvoda: Slovácko – Pohled k sv. Antonínku (Blick zur St. Antonius-Kapelle). Öl auf Leinwand, 1906

Die Slovácká vinařská podoblast ist eine der vier mährischen Weinanbau-Subregionen. Die Weinberge ziehen sich vom heißen und tiefgelegenen Tal der March im Südwesten bis zum hügeligen und kühleren Vorgebirge der Weißen Karpaten. 115 Gemeinden bauen in der Subregion auf über 4500 Hektar Wein an, bei beinahe jedem Dorf finden sich ausgedehnte Weinberge und Weinkeller. An Weinen wird sowohl Rot- als auch Weißwein produziert, beide in zum Teil hoher Qualität, wobei der Weißwein dominiert. Die mengenmäßig bedeutendsten Weißweinsorten sind Müller-Thurgau (555 ha), Grüner Veltliner (406), Pinot Blanc (337) und Riesling (444), bei den Rotweinen nehmen St. Laurent (307) und Blaufränkisch (362) die größte Fläche ein. Der Anbau erfolgt vielfach lediglich in kleineren Mengen für den Eigenverbrauch, doch es wird in größerem Maße auch für den Verkauf, zunehmend auch für den Export, produziert. Typisch für die Region ist ein kleines, stielloses Weinglas in Becherform von etwa 5 cl Fassungsvermögen. Im Herbst finden in vielen Orten Weinfeste und -verkostungen statt.

### Obstbrände
Zwetschgenbrand oder auch Slivovitz (slivovice/slivovica) und Aprikosenbrand (meruňkovice/marhuľovica) sind typische Obstbrände, die aus in der Region kultivierten Zwetschgen (švestka/slivka) bzw. Aprikosen (meruňka/marhuľa) hergestellt werden. Sie haben 40 % bis zum Teil 60 % Alkoholanteil und werden entweder in den etwa 200 lizenzierten mährischen Kleinbrennereien für Obstzüchter (Pěstitelské pálenice) hergestellt oder manchmal auch selbst gebrannt.